# Отаки, Эйити
Эйити Отаки (яп. 大瀧 榮一 О:таки Эйити, 28 июля 1948 — 30 декабря 2013) — японский музыкант, автор песен и музыкальный продюсер. Состоял в рок-группе Happy End и бо́льшую известность получил благодаря сольной карьере, которую начал в 1972 году. Отаки использовал два других написания своего имени, произносящихся одинаково: 大瀧 詠一 как автор песен и 大滝 詠一 как певец.
В 2003 году компания HMV Japan поставила Отаки на 9-е место в списке 100 важнейших японских поп-исполнителей. По мнению публициста Патрика Масиаса, Отаки является Филом Спектором, Брайаном Уилсоном, Джорджем Мартином и Джо Миком, «синтезированными в единое человеческое создание», а его творчество представляет собой «энциклопедию всего прекрасного в поп-музыке XX века».

## Биография
Эйити Отаки родился в районе Эсаси, являющимся в настоящее время частью города Осю. Первоначально Отаки был гитаристом в группе Taboo, в которой состоял будущий вокалист Blues Creation Фумио Нуноя. Затем он присоединился к Happy End, выпустившей три альбома: Happy End (1970), Kazemachi Roman (1971) и Happy End (1973). Оставаясь в группе, в 1972 году Отаки начал сольную карьеру и в ноябре выпустил дебютный альбом Eiichi Ohtaki.
Отаки выступил продюсером группы Sugar Babe и после распада продюсировал её бывших членов Тацуро Ямаситу и Таэко Онуки. Единственный альбом группы, Songs (1975), стал первой пластинкой, изданной на лейбле Отаки Niagara Records. В 1976 году Отаки, Ямасита и Гиндзи Ито, недолгий участник Sugar Babe, выпустили альбом Niagara Triangle Vol. 1, благодаря которому телеканал MTV назвал их одной из шести супергрупп, изменивших историю японской музыки .
В 1978 году вышел его альбом Let’s Ondo Again. Телеведущий Питер Баракан отметил, что песни пародируют западную музыку, и назвал запись шедевром. Наибольшее признание Отаки принёс изданный в 1981 году альбом A Long Vacation, который был признан лучшим альбомом на 23-й церемонии Japan Record Awards и дважды стал платиновым. Кроме того, он стал одним из первых альбомов, изданных на компакт-диске. В 2007 году Rolling Stone Japan поставил A Long Vacation на 7-е место в списке величайших японских рок-альбомов всех времён.
В 1982 году Отаки вместе с Мотохару Сано и Масамити Суги выпустил альбом Niagara Triangle Vol. 2. После выпуска альбома Each Time в 1984 году Отаки практически прекратил сольную карьеру и сосредоточился на написании музыки для других исполнителей и их продюсировании. В 1997 году он выпустил сингл «Shiawase na Ketsumatsu» (яп. 幸せな結末 Сиавасэ на Кэцумацу), который послужил музыкальной темой дорамы «Зарождение любви». Было продано свыше миллиона копий сингла.

### Смерть
30 декабря 2013 года в 17:00, находясь дома, Отаки подавился яблоком и потерял сознание. Он был доставлен в больницу, однако умер недолгое время спустя. Официальной причиной смерти стала расслаивающая аневризма.
В 2014 году Отаки удостоился Награды за пожизненные достижения на 56-й церемонии Japan Record Awards. В 2016 году посмертно был выпущен альбом Debut Again, в который вошли прежде не изданные материалы. Запись стала первым альбомом музыканта за 32 года и включает песни, исполненные Отаки, однако первоначально написанные им и изданные другими исполнителями.

## Дискография
Студийные альбомы
- Eiichi Ohtaki (大瀧詠一, 1972)
- Niagara Moon (1975)
- Go! Go! Niagara (1976)
- Niagara Calendar (1977)
- Let’s Ondo Again (1978)
- A Long Vacation (1981)
- Each Time (1984)
- Debut Again (2016)

Совместное творчество
- Niagara Triangle Vol. 1 (1976, при участии Тацуро Ямаситы и Гиндзи Ито)
- Niagara Triangle Vol. 2 (1982, при участии Мотохару Сано и Масамити Суги)